# Aat Veldhoen

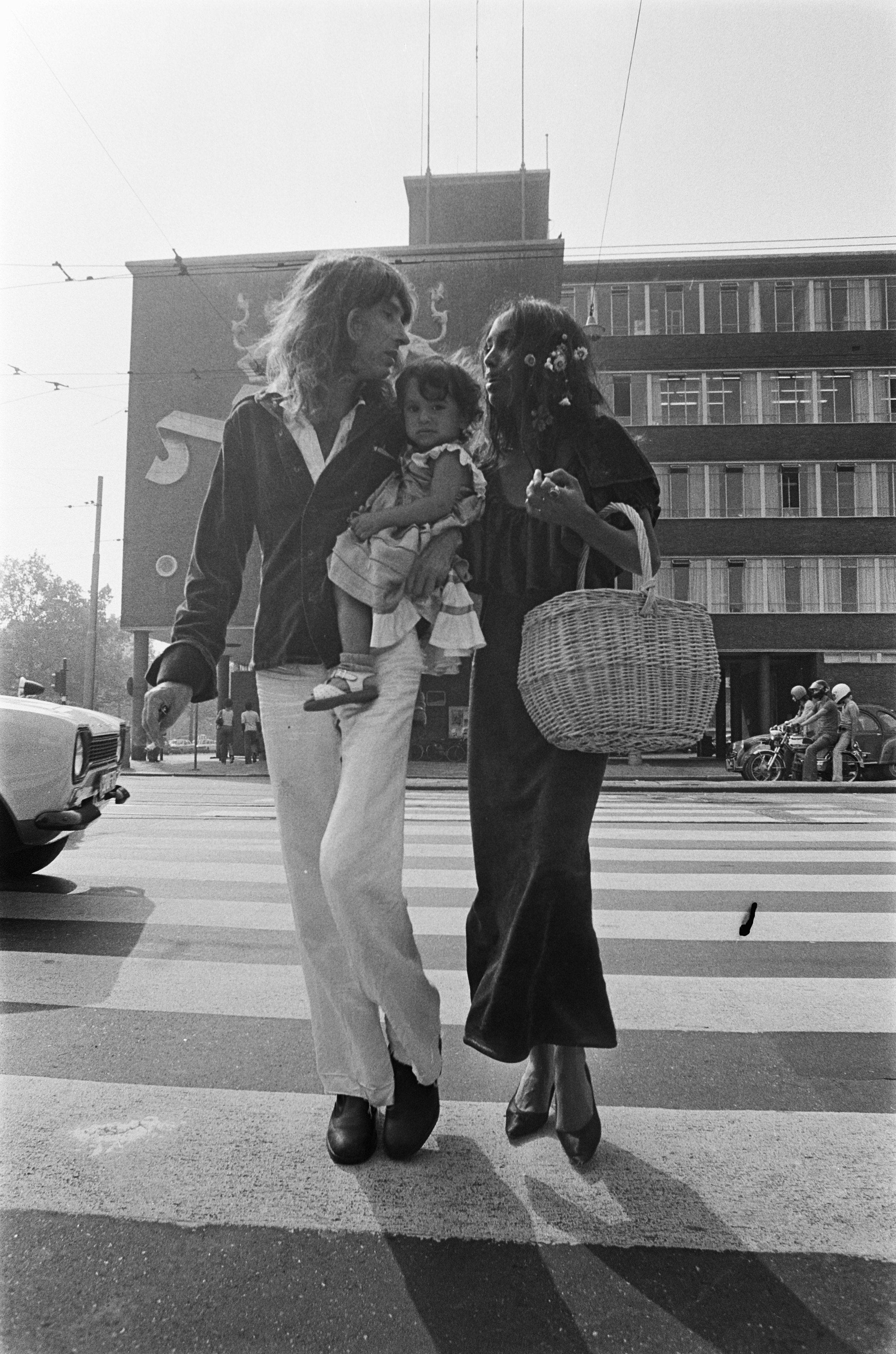
Veldhoen met echtgenote Kabul en dochtertje Kabulaatje (1975)

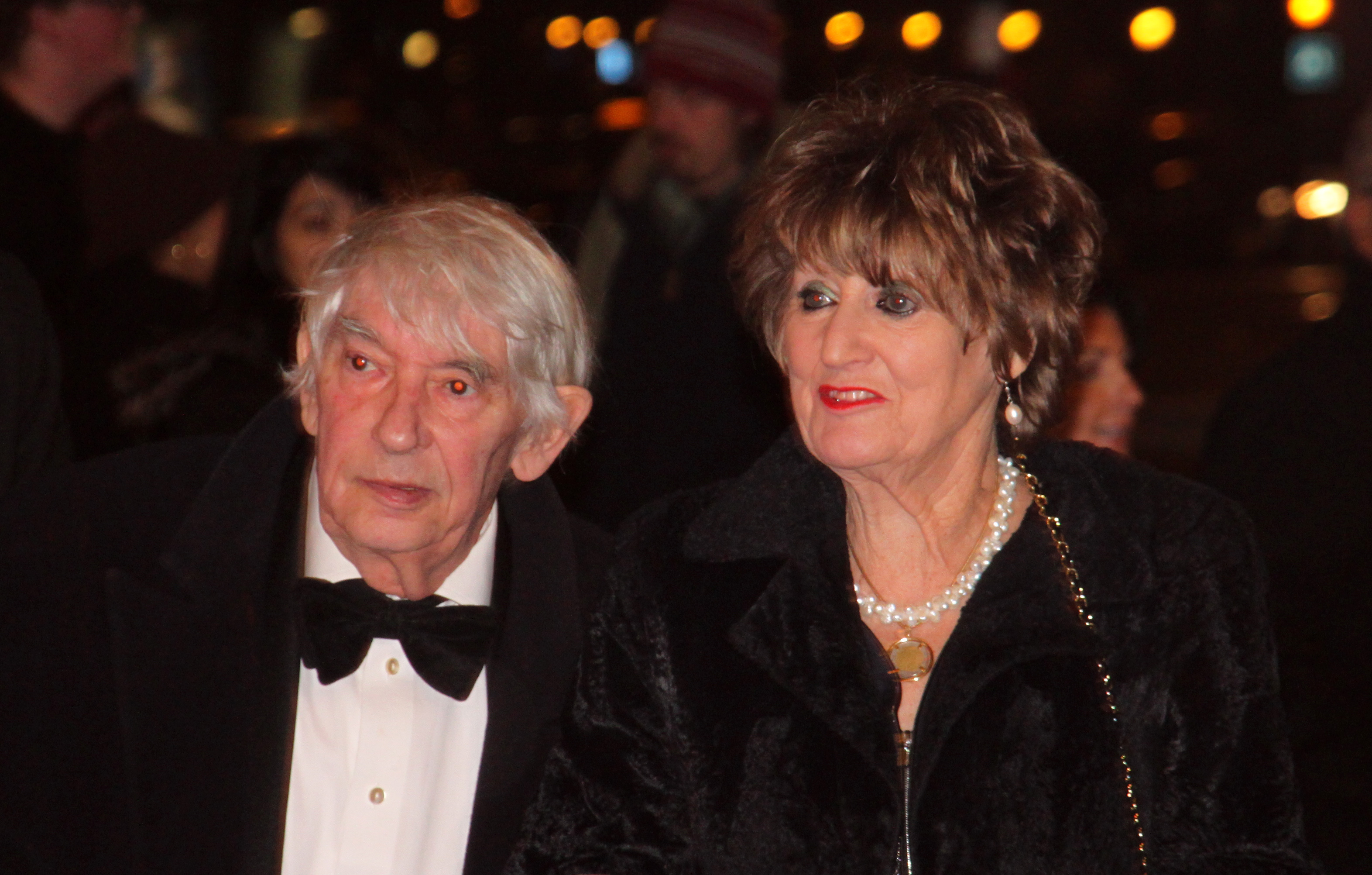
Veldhoen en Hedy d'Ancona in 2010

Arie Johannes (Aat) Veldhoen (Amsterdam, 1 november 1934 – aldaar, 9 december 2018) was een Nederlands kunstschilder en graficus.

## Loopbaan
Veldhoen werd geboren op Davisstraat 14 in Amsterdam en leerde het vak van kunstenaar van zijn vader Arie Veldhoen (1907–1955). Deze was eerst reclametekenaar, maar volgde van 1939-47 een opleiding tot kunstschilder aan de Rijksakademie in Amsterdam. Ook Aat Veldhoen begon zijn carrière als tekenaar, maar al snel kreeg hij naam als vrij kunstenaar. Hij maakte graag gedetailleerde tekeningen en schilderijen van duinlandschappen, zelfportretten, naakte vrouwen en vrijende stellen. Als stagiair in het Binnengasthuis tekende hij patiënten en operaties.
Van de Koninklijke Subsidie voor de Schilderkunst, die hij rond 1956 drie keer op rij ontving, kocht hij zijn eerste etspers. Hij begon later rechtstreeks op offsetplaten te tekenen, om de "rotaprints" daarna in een grote oplage te laten drukken. Hiermee wilde hij zijn ideaal vervullen om kunst voor iedereen bereikbaar te maken, 'volksgrafiek' moest het zijn. Op een bakfiets vol prenten reed Veldhoen tussen circa 1964 en 1967 door Amsterdam waar hij grafisch werk voor drie gulden per stuk verkocht. De bakfiets werd ten doop gehouden door Simon Carmiggelt. Door hoge oplagen bedierf Veldhoen in zekere zin zijn eigen markt. Zijn etsen, litho's en schilderijen waren in de jaren die erop volgden moeilijk te verkopen.
Ter gelegenheid van Veldhoens zeventigste verjaardag in 2004 exposeerde Museum Het Rembrandthuis een verzameling van zijn werk als vrij kunstenaar en tekenaar, die in 2006 ook geëxposeerd werd in Animaux Galerie (tegenwoordig Galerie Christian Ouwens) te Rotterdam. Voor deze gelegenheid werd een zeefdruk gemaakt van het werk Verliefd, een zelfportret van Veldhoen met zijn oude liefde Cristi Kluivers, dat hij cadeau deed aan zijn partner Hedy d'Ancona.

## Privéleven
Aat Veldhoen heeft acht kinderen uit drie huwelijken. Van 1957 tot 1967 was hij gehuwd met Lotje Ruting (1936-2010) met wie hij vier kinderen kreeg. Van 1967 tot 1978 was hij gehuwd met fotografe Kabul Mohamed (1944) met wie hij drie kinderen kreeg. Van 1978 tot 1997 was hij gehuwd met fotografe en beeldend kunstenaar Cristi Kluivers met wie hij een kind kreeg. Vanaf 1997 tot zijn overlijden was hij samen met politica Hedy d'Ancona.
Zijn kinderen David Veldhoen, Eva Veldhoen, en Tycho Veldhoen zijn kunstenaars, zijn zoon Martijn Veldhoen is filmmaker, zijn zoon Jaap Veldhoen is cameraman en zijn dochter Venus Veldhoen is fotografe en kunsthistorica. Dochter Gala Veldhoen is Eerste Kamerlid voor GroenLinks, bestuurder en voormalig rechter en advocate; ze was tot zijn overlijden getrouwd met zanger Henny Vrienten. De jongste dochter Kabulaatje trouwde met de zoon van d'Ancona. 
Veldhoen overleed in 2018 op 84-jarige leeftijd in het AMC in Amsterdam.

## Afbeeldingen

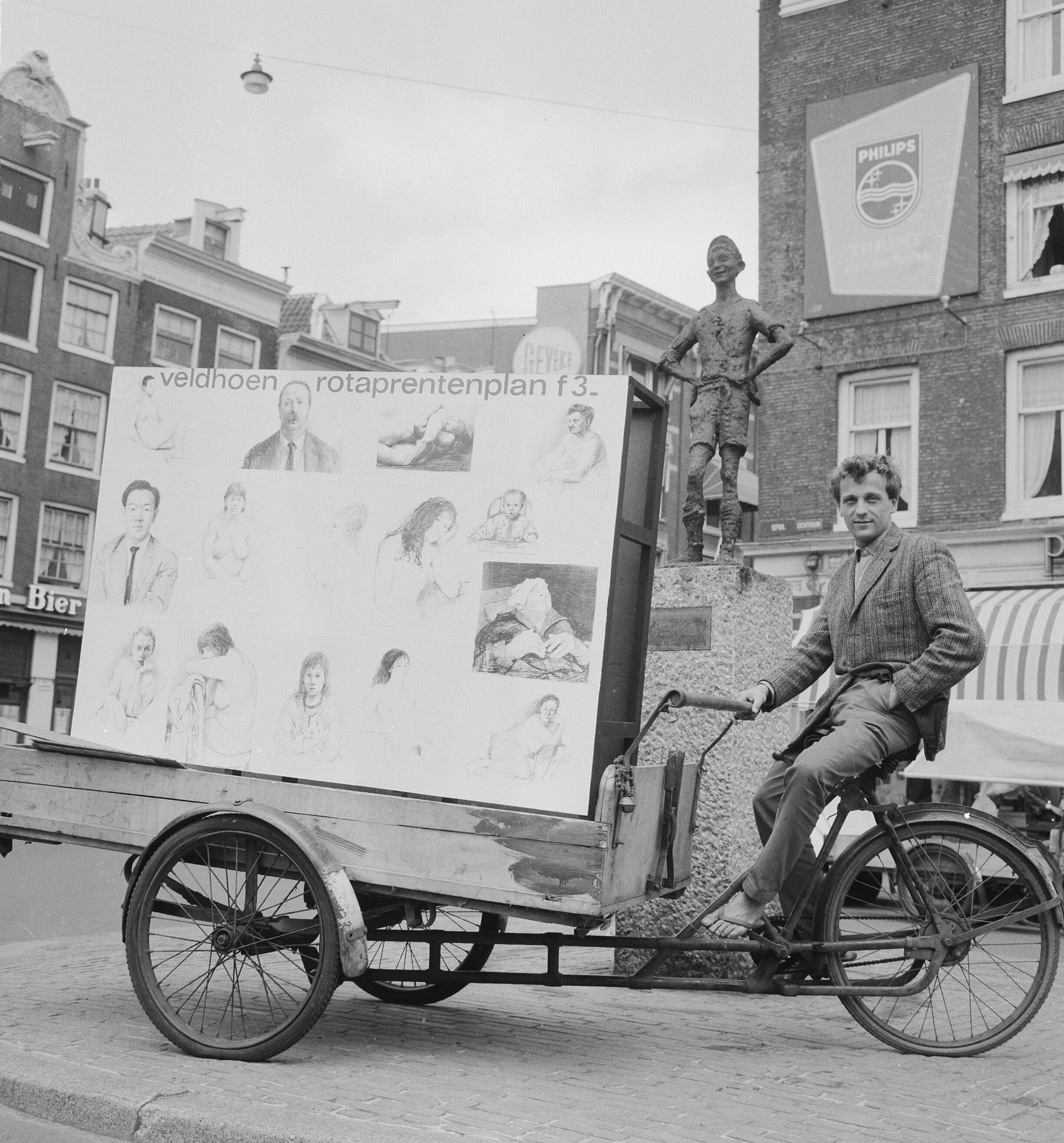
Robert Jasper Grootveld met prenten van Veldhoen (1964)
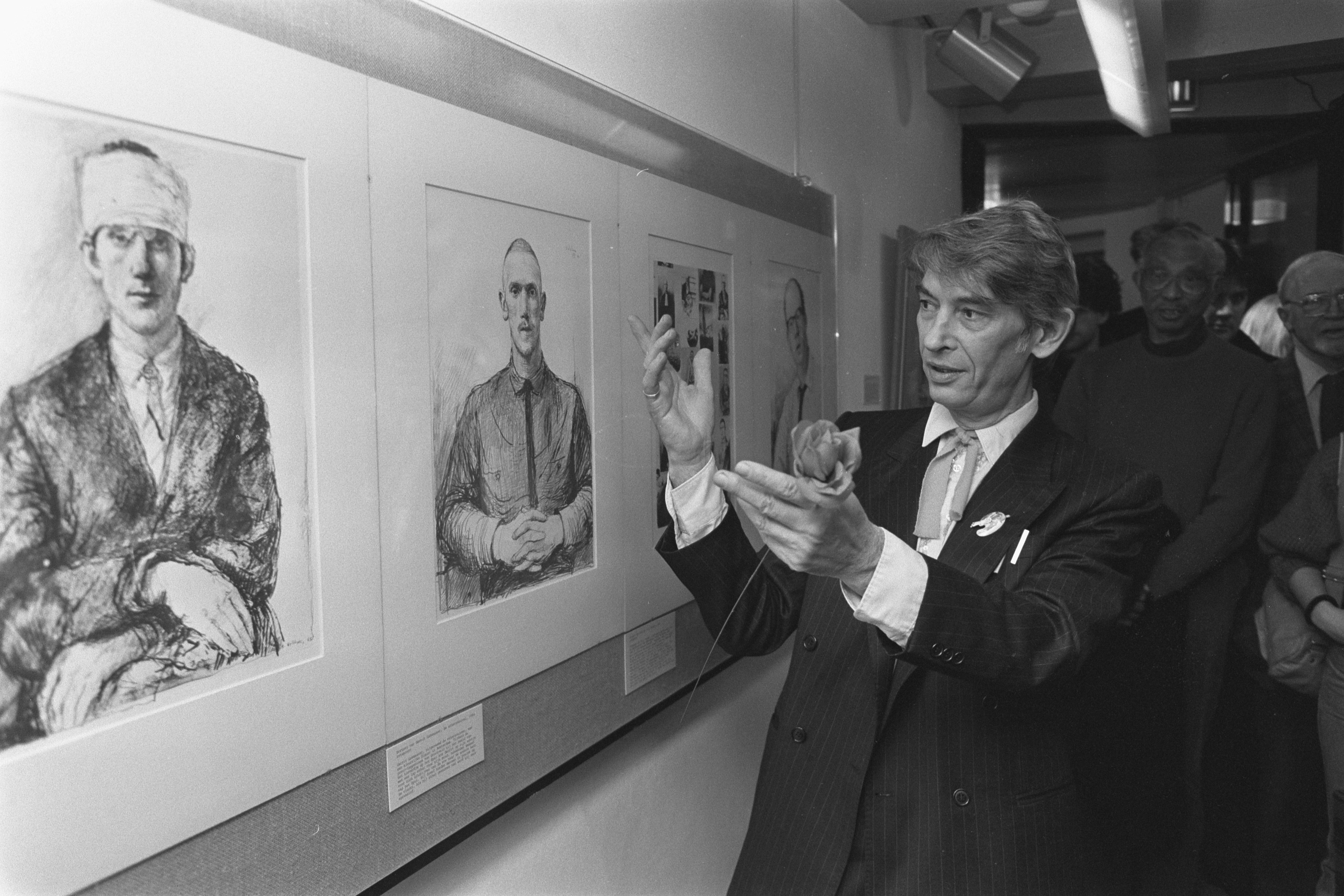
'Prenten van Aat Veldhoen uit de periode 1956-1965', AHM (1987)
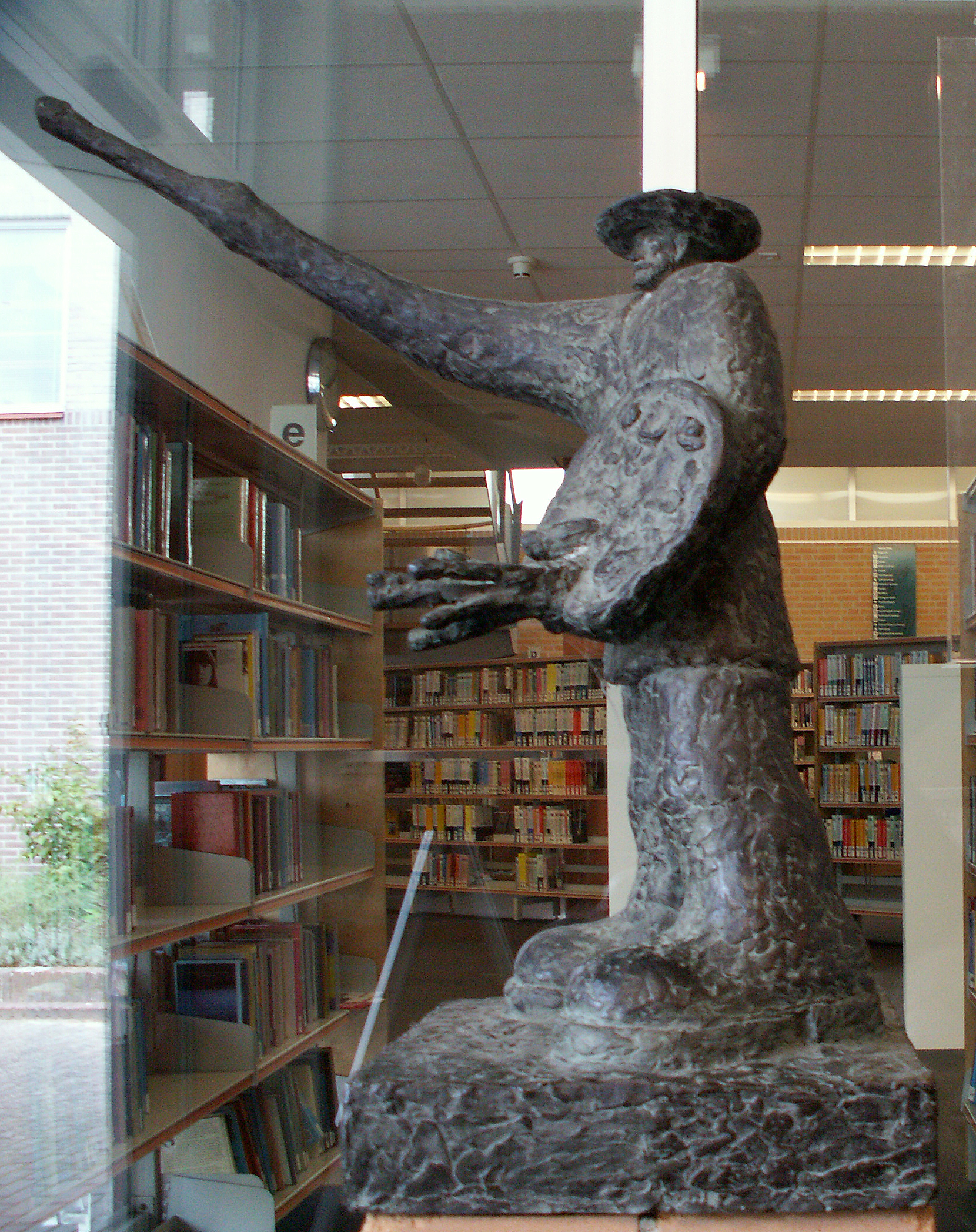
Hommage à Vincent van Gogh, bibliotheek Leusden (1991)
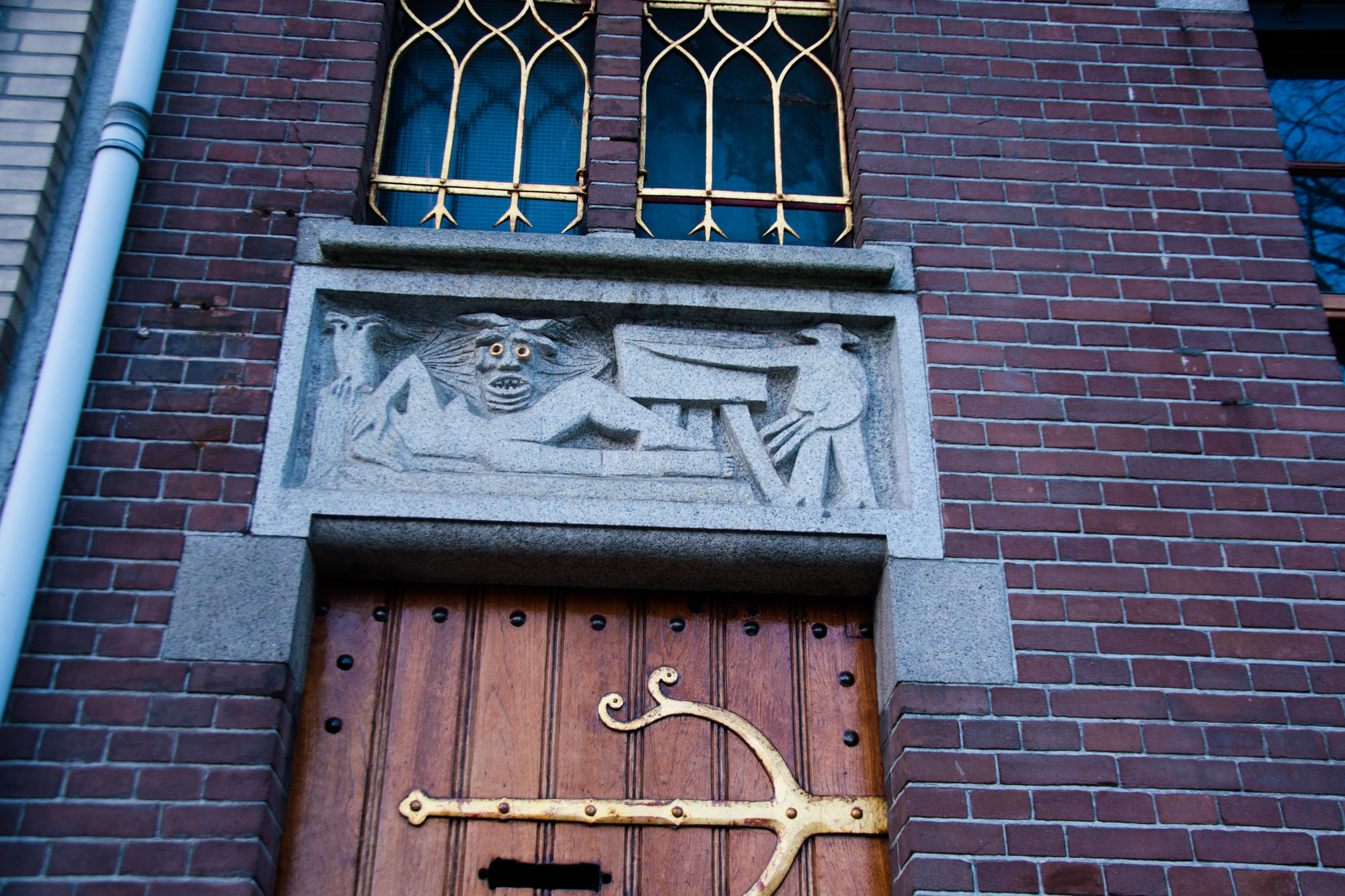
Gevelsteen Wittenburgergracht 241, Amsterdam (1992)

## Werk in openbare collecties (selectie)
- Amsterdam Museum
- Rembrandthuis, Amsterdam
- Rijksmuseum Amsterdam[3]
- Stedelijk Museum Amsterdam
- Singer Laren
- Rijkscollectie (RCE)
- Beelden aan Zee
- Tot Zover
- Museum van Bommel van Dam
- Centraal Museum
- Stadsarchief Amsterdam

## Tentoonstellingen (selectie)
- 2000 - Stedelijk Museum Amsterdam
- 2004 - Rembrandthuis, Amsterdam
- 2014 - Rijksmuseum Amsterdam
- 2019 - Museum Kranenburgh, Bergen NH
- 2024 - Rijksmuseum Amsterdam